# Portage Spillway Provincial Park
Portage Spillway Provincial Park är en park i Kanada.   Den ligger i provinsen Manitoba, i den sydöstra delen av landet, 1 800 km väster om huvudstaden Ottawa. Portage Spillway Provincial Park ligger 263 meter över havet. Den ligger vid sjön Portage Reservoir.
Terrängen runt Portage Spillway Provincial Park är platt. Närmaste större samhälle är Portage la Prairie, 3,7 km nordost om Portage Spillway Provincial Park. 
Omgivningarna runt Portage Spillway Provincial Park är en mosaik av jordbruksmark och naturlig växtlighet. Runt Portage Spillway Provincial Park är det mycket glesbefolkat, med 3 invånare per kvadratkilometer.